# Национален гайдарски събор „Апостол Кисьов“
Националният гайдарски събор „Апостол Кисьов“ е фолклорен фестивал, провеждащ се в село Стойките, община Смолян.
Съборът носи името на родения в с. Стойките Апостол Кисьов, създателя на гайдарския оркесрър 100 каба гайди, за който се смята, че е възродил гайдарството в Родопите.
Събитието се организира от Народно читалище „Пробуда – 1903“, под патронажа на Община Смолян и Министерство на културата. Участват професионални и любители музиканти и групи от България и някои други страни. Сред колективните изпълнители са гайдарските формации и оркестри „100 каба гайди“, детски гайдарски състав „Апостол Кисьов“, град Смолян и фолклорните групи „Делю Хайдутин“, „Тъпани и гайди“, „Еподай“, „Войводите“, „Николай Хайтов“, „Страхил Войвода“ и други.
Традиционно дните на празниците на събора започват с поднасяне на венци пред паметника на Апостол Кисьов, издигнат в негова чест в селото. След това образувалото се шествие се отправя към местността По̀тока – мястото на неговото провеждане. Представилите се гайдари и гайдарски оркестри на оргнизиран гала концерт в залата на Народно читалище „Пробуда – 1903“ получават диплом за участие в събора, въпреки че той няма конкурсен характер.
Освен концерти на сцената в местността По̀тока, в читалището е организирана кръгла маса, на която биват обсъждани проблемите на гайдарското изкуство, провеждат се безплатни курсове по обучение на изпълнители мераклии в тази област и школа по Облекло и сценично поведение.